# Plusiopalpa
Plusiopalpa es un género de lepidópteros perteneciente a la familia Noctuidae.

## Especies
- Plusiopalpa adrasta Felder, 1874
- Plusiopalpa dichora Holland, 1894
- Plusiopalpa hildebrandti Saalmüller, 1891
- Plusiopalpa thaumasia Dufay, 1968